# 500 Milhas de Indianápolis de 1951
Resultados da trigésima quinta edição das 500 Milhas de Indianápolis realizadas no Indianapolis Motor Speedway à 30 de maio de 1951, valendo também como segunda etapa do mundial de Fórmula 1. O vencedor foi o norte-americano Lee Wallard.

## Classificação da prova

### Treino classificatório
| Pos. | Nº | Piloto            | Equipe                         | Chassi                   | Motor                | Pneu | Tempo    | Diferença |
| ---- | -- | ----------------- | ------------------------------ | ------------------------ | -------------------- | ---- | -------- | --------- |
| 1    | 18 | Duke Nalon        | Novi Purelube/Jean Marcenac    | Kurtis Kraft ???         | Novi L8 c 3.0        | F    | 1'05"935 |           |
| 2    | 99 | Lee Wallard       | Murrell Belanger               | Kurtis Kraft ???         | Offenhauser L4 4.5   | F    | 1'06"647 | 0.712     |
| 3    | 9  | Jack McGrath      | Jack Hinkle                    | Kurtis Kraft 3000        | Offenhauser L4 4.5   | F    | 1'07"013 | 1.078     |
| 4    | 27 | Duane Carter      | Mobiloil/Rotary Engineering    | Deidt Tuffanelli Derrico | Offenhauser L4 4.5   | F    | 1'07"290 | 1.355     |
| 5    | 16 | Mauri Rose        | Pennzoil/Howard Keck           | Deidt Tuffanelli Derrico | Offenhauser L4 4.5   | F    | 1'07"455 | 1.520     |
| 6    | 98 | Troy Ruttman      | Agajanian Featherweight        | Kurtis Kraft 2000        | Offenhauser L4 4.5   | F    | 1'08"020 | 2.085     |
| 7    | 83 | Mike Nazaruk      | Jim Robbins                    | Kurtis Kraft 1000        | Offenhauser L4 4.5   | F    | 1'08"087 | 2.152     |
| 8    | 3  | Johnnie Parsons   | Wynn's Friction Proofing/Walsh | Kurtis Kraft 3000        | Offenhauser L4 4.5   | F    | 1'08"102 | 2.167     |
| 9    | 5  | Tony Bettenhausen | Mobiloil/Rotary Engineering    | Deidt Tuffanelli Derrico | Offenhauser L4 4.5   | F    | 1'08"208 | 2.273     |
| 10   | 4  | Cecil Green       | John Zink/M.A. Walker          | Kurtis Kraft 3000        | Offenhauser L4 4.5   | F    | 1'08"238 | 2.303     |
| 11   | 59 | Fred Agabashian   | Granatelli-Bardahl/Grancor     | Kurtis Kraft 3000        | Offenhauser L4 4.5   | F    | 1'08"652 | 2.717     |
| 12   | 25 | Sam Hanks         | Peter Schmidt                  | Kurtis Kraft 3000        | Offenhauser L4 4.5   | F    | 1'08"670 | 2.735     |
| 13   | 44 | Walt Brown        | Federal Engineering            | Kurtis Kraft 3000        | Offenhauser L4 4.5   | F    | 1'09"230 | 3.295     |
| 14   | 2  | Walt Faulkner     | Agajanian Grant Piston Ring    | Kuzma Indy Roadster      | Offenhauser L4 4.5   | F    | 1'09"755 | 3.820     |
| 15   | 73 | Carl Scarborough  | McNamara/Lee Elkins            | Kurtis Kraft 2000        | Offenhauser L4 4.5   | F    | 1'10"365 | 4.430     |
| 16   | 10 | Bill Schindler    | H.A. Chapman                   | Kurtis Kraft 2000        | Offenhauser L4 4.5   | F    | 1'11'148 | 5.213     |
| 17   | 1  | Henry Banks       | Blue Crown Spark Plug/Hopkins  | Moore ???                | Offenhauser L4 4.5   | F    | 1'11"215 | 5.280     |
| 18   | 23 | Cliff Griffith    | Ludson Morris                  | Kurtis Kraft 2000        | Offenhauser L4 4.5   | F    | 1'11"245 | 5.310     |
| 19   | 8  | Chuck Stevenson   | Bardahl/Carl Marchese          | Marchese ???             | Offenhauser L4 4.5   | F    | 1'11"283 | 5.348     |
| 20   | 81 | Bill Vukovich     | Central Excavating/Pete Salemi | Trevis Indycar           | Offenhauser L4 4.5   | F    | 1'11"302 | 5.367     |
| 21   | 22 | George Connor     | Blue Crown Spark Plug/Marant   | Lesovsky ?               | Offenhauser L4 4.5   | F    | 1'11"490 | 5.555     |
| 22   | 69 | Gene Force        | Brown Motors                   | Kurtis Kraft 2000        | Offenhauser L4 4.5   | F    | 1'11"617 | 5.682     |
| 23   | 19 | Mack Hellings     | Tuffanelli-Derrico             | Deidt Tufanelli Derrico  | Offenhauser L4 4.5   | F    | 1'12"202 | 6.267     |
| 24   | 68 | Carl Forberg      | Automobile Shippers/Rassey     | Kurtis Kraft 3000        | Offenhauser L4 4.5   | F    | 1'12"725 | 6.790     |
| 25   | 48 | Rodger Ward       | Deck Manufacturing             | Bromme ???               | Offenhauser L4 4.5   | F    | 1'12"732 | 6.797     |
| 26   | 12 | Johnny McDowell   | W.J./Maserati Race Cars        | Maserati 8CTF            | Offenhauser L4 c 3.0 | F    | 1'12"937 | 7.002     |
| 27   | 76 | Jimmy Davies      | Parks Offenhauser/L.E. Parks   | Pawl ???                 | Offenhauser L4 4.5   | F    | 1'13"408 | 7.473     |
| 28   | 32 | Chet Miller       | Novi Purelube/Jean Marcenac    | Kurtis Kraft ???         | Novi L8 c 3.0        | F    | 1'14"275 | 8.340     |
| 29   | 52 | Bobby Ball        | Blakely Oil                    | Schroeder ???            | Offenhauser L4 4.5   | F    | 1'15"115 | 9.180     |
| 30   | 26 | Joe James         | Bob Estes Lincoln-Mercury      | Watson Indy Roadster     | Offenhauser L4 4.5   | F    | 1'15"115 | 9.180     |
| 31   | 57 | Andy Linden       | George Leitenberger            | Sherman ???              | Offenhauser L4 4.5   | F    | 1'16"065 | 10.130    |
| 32   | 6  | Duke Dinsmore     | Brown Motors                   | Schroeder ???            | Offenhauser L4 4.5   | F    | 1'16"195 | 10.260    |
| 33   | 71 | Bill Mackey       | Karl Hall                      | Hall ???                 | Offenhauser L4 4.5   | F    | 1'16"455 | 10.520    |

### Corrida
| Pos. | Nº | Piloto            | Equipe                          | Chassi                   | Motor                | Pneu | Voltas | Tempo                | Grid | Pontos |
| ---- | -- | ----------------- | ------------------------------- | ------------------------ | -------------------- | ---- | ------ | -------------------- | ---- | ------ |
| 1    | 99 | Lee Wallard       | Murrell Belanger                | Kurtis Kraft ???         | Offenhauser L4 4.5   | F    | 200    | 3:57'38.050          | 2    | 9      |
| 2    | 83 | Mike Nazaruk      | Jim Robbins                     | Kurtis Kraft 1000        | Offenhauser L4 4.5   | F    | 200    | + 1'47.243           | 7    | 6      |
| 3    | 9  | Jack McGrath      | Jack Hinkle                     | Kurtis Kraft 3000        | Offenhauser L4 4.5   | F    | 100    |                      | 3    | 2      |
| -    | 9  | Manny Ayulo       | Jack Hinkle                     | Kurtis Kraft 3000        | Offenhauser L4 4.5   | F    | 100    | +2'51.391            | 3    | 2      |
| 4    | 57 | Andy Linden       | George Leitenberger             | Sherman ???              | Offenhauser L4 4.5   | F    | 200    | +4'40.120            | 31   | 3      |
| 5    | 52 | Bobby Ball        | Blakely Oil                     | Schroeder ???            | Offenhauser L4 4.5   | F    | 200    | + 4'52.230           | 29   | 2      |
| 6    | 1  | Henry Banks       | Blue Crown Spark Plug/Hopkins   | Moore ???                | Offenhauser L4 4.5   | F    | 200    | 5'40.021             | 17   |        |
| 7    | 68 | Carl Forberg      | Automobile Shippers/Rassey      | Kurtis Kraft 3000        | Offenhauser L4 4.5   | F    | 193    |                      | 24   |        |
| 8    | 27 | Duane Carter      | Mobiloil/Rotary Engineering     | Deidt Tuffanelli Derrico | Offenhauser L4 4.5   | F    | 180    |                      | 4    |        |
| 9    | 5  | Tony Bettenhausen | Mobiloil/Rotary Engineering     | Deidt Tuffanelli Derrico | Offenhauser L4 4.5   | F    | 178    | Rotação              | 9    |        |
| 10   | 18 | Duke Nalon        | Novi Purelube/Jean Marcenac     | Kurtis Kraft ???         | Novi L8 c 3.0        | F    | 151    | Motor                | 1    |        |
| 11   | 69 | Gene Force        | Brown Motors                    | Kurtis Kraft 2000        | Offenhauser L4 4.5   | F    | 142    | Pressão de óleo      | 22   |        |
| 12   | 25 | Sam Hanks         | Peter Schmidt                   | Kurtis Kraft 3000        | Offenhauser L4 4.5   | F    | 135    | Rotação              | 12   |        |
| 13   | 10 | Bill Schindler    | H.A. Chapman                    | Kurtis Kraft 2000        | Offenhauser L4 4.5   | F    | 129    | Biela                | 16   |        |
| 14   | 16 | Mauri Rose        | Pennzoil/Howard Keck            | Deidt Tuffanelli Derrico | Offenhauser L4 4.5   | F    | 126    | Rotação              | 5    |        |
| 15   | 2  | Walt Faulkner     | Agajanian Grant Piston Ring     | Kuzma Indy Roadster      | Offenhauser L44 4.5  | F    | 123    | Eixo de cames        | 14   |        |
| 16   | 76 | Jimmy Davies      | Parks Offenhauser/L.E. Parks    | Pawl ???                 | Offenhauser L4 4.5   | F    | 110    | Caixa de velocidades | 27   |        |
| 17   | 59 | Fred Agabashian   | Granatelli-Bardahl/Grancor      | Kurtis Kraft 3000        | Offenhauser L4 4.5   | F    | 109    | Embreagem            | 11   |        |
| 18   | 73 | Carl Scarborough  | McNamara/Lee Elkins             | Kurtis Kraft 2000        | Offenhauser L4 4.5   | F    | 100    | Rolamento de roda    | 19   |        |
| 19   | 71 | Bill Mackey       | Karl Hall                       | Hall ???                 | Offenhauser L4 4.5   | F    | 97     | Embreagem            | 33   |        |
| 20   | 8  | Chuck Stevenson   | Bardahl/Carl Marchese           | Marchese ???             | Offenhauser L4 4.5   | F    | 93     | Incêndio             | 19   |        |
| 21   | 3  | Johnnie Parsons   | Wynn's Friction Proofing/ Walsh | Kurtis Kraft 3000        | Offenhauser L4 4.5   | F    | 87     | Magneto              | 8    |        |
| 22   | 4  | Cecil Green       | John Zink/M.A. Walker           | Kurtis Kraft 3000        | Offenhauser L4 4.5   | F    | 80     | Biela                | 10   |        |
| 23   | 98 | Troy Ruttman      | Agajanian Featherweight         | Kurtis Kraft 2000        | Offenhauser L4 4.5   | F    | 78     | Eixo de cames        | 6    |        |
| 24   | 6  | Duke Dinsmore     | Brown Motors                    | Schroeder ???            | Offenhauser L4 4.5   | F    | 73     | Superaquecimento     | 32   |        |
| 25   | 32 | Chet Miller       | Novi Purelube/Jean Marcenac     | Kurtis Kraft ???         | Novi L8 c 3.0        | F    | 56     | Ignição              | 28   |        |
| 26   | 44 | Walt Brown        | Federal Engineering             | Kurtis Kraft 3000        | Offenhauser L4 4.5   | F    | 55     | Magneto              | 13   |        |
| 27   | 48 | Rodger Ward       | Deck Manufacturing              | Bromme ???               | Offenhauser L4 4.5   | F    | 34     | Condução de óleo     | 25   |        |
| 28   | 23 | Cliff Griffith    | Ludson Morris                   | Kurtis Kraft 2000        | Offenhauser L4 4.5   | F    | 30     | Transmissão          | 18   |        |
| 29   | 81 | Bill Vukovich     | Central Excavating/Pete Salemi  | Trevis Indycar           | Offenhauser L4 4.5   | F    | 29     | Fuga de óleo         | 20   |        |
| 30   | 22 | George Connor     | Blue Crown Spark Plug/Marant    | Lesovsky ?               | Offenhauser L4 4.5   | F    | 29     | Motor                | 21   |        |
| 31   | 19 | Mack Hellings     | Tuffanelli-Derrico              | Deidt Tuffanelli Derrico | Offenhauser L4 4.5   | F    | 18     | Motor                | 23   |        |
| 32   | 12 | Johnny McDowell   | W.J./Maserati Race Cars         | Maserati 8CTF            | Offenhauser L4 c 3.0 | F    | 15     | Fuga de gasolina     | 26   |        |
| 33   | 26 | Joe James         | Bob Estes Lincoln-Mercury       | Watson Indy Roadster     | Offenhauser L4 4.5   | F    | 8      | Transmissão          | 30   |        |